# HD 88693
HD 88693，又名CD-51 4560，SAO 237784、HR 4010，是一颗恒星，视星等为6.16，位于銀經279.79，銀緯3.41，其B1900.0坐标为赤經10h 8m 34.5s，赤緯-51° 3.41′ 12″。